# Трембачев Олександр Федорович
Трембачев Олександр Федорович (2 вересня 1910 року — 2001 року) — український радянський викладач-теоретик геодезії Київського національного університету імені Тараса Шевченка.

## Біографія
Народився 2 вересня 1910 року в Маріїнську, тепер Кемеровська область, Росія. Закінчив 1930 року Політехнікум імені М. К. Тімірязєва в Томську, зі спеціальності «межовий інженер». Працював інженер-геодезистом у Красноярську, навчався у Вищому військовому педагогічному інституті Червоної Армії. У 1942—1956 роках служив у лавах Радянської армії інженер-майором, воював на фронтах Другої світової війни. Закінчив 1951 року Київський педагогічний інститут імені О. М. Горького, працював викладачем математики. У Київському університеті викладав у 1957—1975 роках як простий викладач, працював старшим викладачем кафедри геодезії та картографії. Заклав основи викладання дисципліни «Польова картографія». Розробив тему з барометричного нівелювання.

## Нагороди і відзнаки
Нагороджений орденами: Червоної Зірки у 1943 році, «Знак Пошани» у 1943 році, медалями: «Партизанові Вітчизняної війни», «За оборону Кавказу», «За бойові заслуги», «За перемогу над Німеччиною у Великій Вітчизняній війні 1941-45 рр.», «30 років Радянській армії та флоту».

## Наукові праці
Автор 11 наукових праць. Основні праці:
1. (рос.) Учебная геодезическая практика. — К., 1967.
2. (рос.) Высшая геодезия (сфероидическая часть). — К., 1968.
3. Барометричне нівелювання: У 2-х ч. 1970, 1971.
4. (рос.) Геодезия. Ч. 1, 2. — К., 1969.
5. (рос.) Государственные топографические съемки. 1972.